# Острые козырьки (фильм)
«Острые козырьки» (англ. The Immortal Man) — будущий художественный фильм британского режиссёра Стивена Найта с Киллианом Мерфи в главной роли, продолжение одноимённого сериала. О начале работы над картиной стало известно в 2022 году.

## Сюжет
Известно, что действие фильма будет происходить в Великобритании во время Второй мировой войны. По словам Стивена Найта, это будет «очень специфическая история, рассказанная в духе „козырьков“». Одним из важных персонажей станет гангстер Аль Капоне.

## В ролях
- Киллиан Мерфи — Том Шелби
- Стивен Грэм — Аль Капоне
- Ребекка Фергюсон

## Производство
В 2022 году стало известно, что шестой сезон сериала «Острые козырьки» станет финальным: вместо планировавшегося прежде седьмого сезона Стивен Найт решил снять полнометражный фильм. Сценарий был написан в 2022 году, съёмки планировалось начать не позже декабря 2023 года в Бирмингеме. Соответственно картина должна была выйти на экраны в 2024 или 2025 году. Однако позже эти планы были пересмотрены. Производство началось в январе 2024 года, съёмки начались в сентябре 2024 года.
Найт долго держал в тайне свои планы относительно актёров, которые могут появиться в фильме. «Есть так много замечательных актеров, с которыми мы уже находимся в стадии переговоров, — заявил он в одном интервью. — Я думаю, что мы хотим продолжать удивлять людей и открывать новые таланты». Раньше всего стало известно, что в фильме появится Стивен Грэм в роли Аль Капоне. В марте 2024 года Найт рассказал, что Тома Шелби в картине снова сыграет Киллиан Мерфи. В июле 2024 года Ребекка Фергюсон присоединилась к актёрскому составу фильма.
В сообщениях от сентября 2024 года говорилось о том, что съёмки фильма пройдут в октябре 2024 года в Сент-Хеленсе (графство Мерсисайд), а название фильма будет The Immortal Man.